# Johannes de Doperkerk (Raard)
De Johannes de Doperkerk is een kerkgebouw in Raard in de Nederlandse provincie Friesland.

## Geschiedenis
De kerk op de deels afgegraven terp was oorspronkelijk gewijd aan Johannes de Doper en was eigendom van het klooster Klaarkamp. De eenbeukige kerk met driezijdige koorsluiting en rondboogvensters uit de 13e eeuw werd in 1787 of 1807 gewijzigd. Het muurwerk werd verlaagd en werd er een toren gebouwd. In de vlakopgaande toren met ingesnoerde spits hangt een klok (1523) van klokkengieter Wolter Schonenborch en een klok (1620) van Hans Falck. De preekstoel dateert uit 1650.
De kerk is een rijksmonument en is eigendom van Stichting Alde Fryske Tsjerken. In de kerk is het OerKa Irene Verbeek Museum gevestigd.

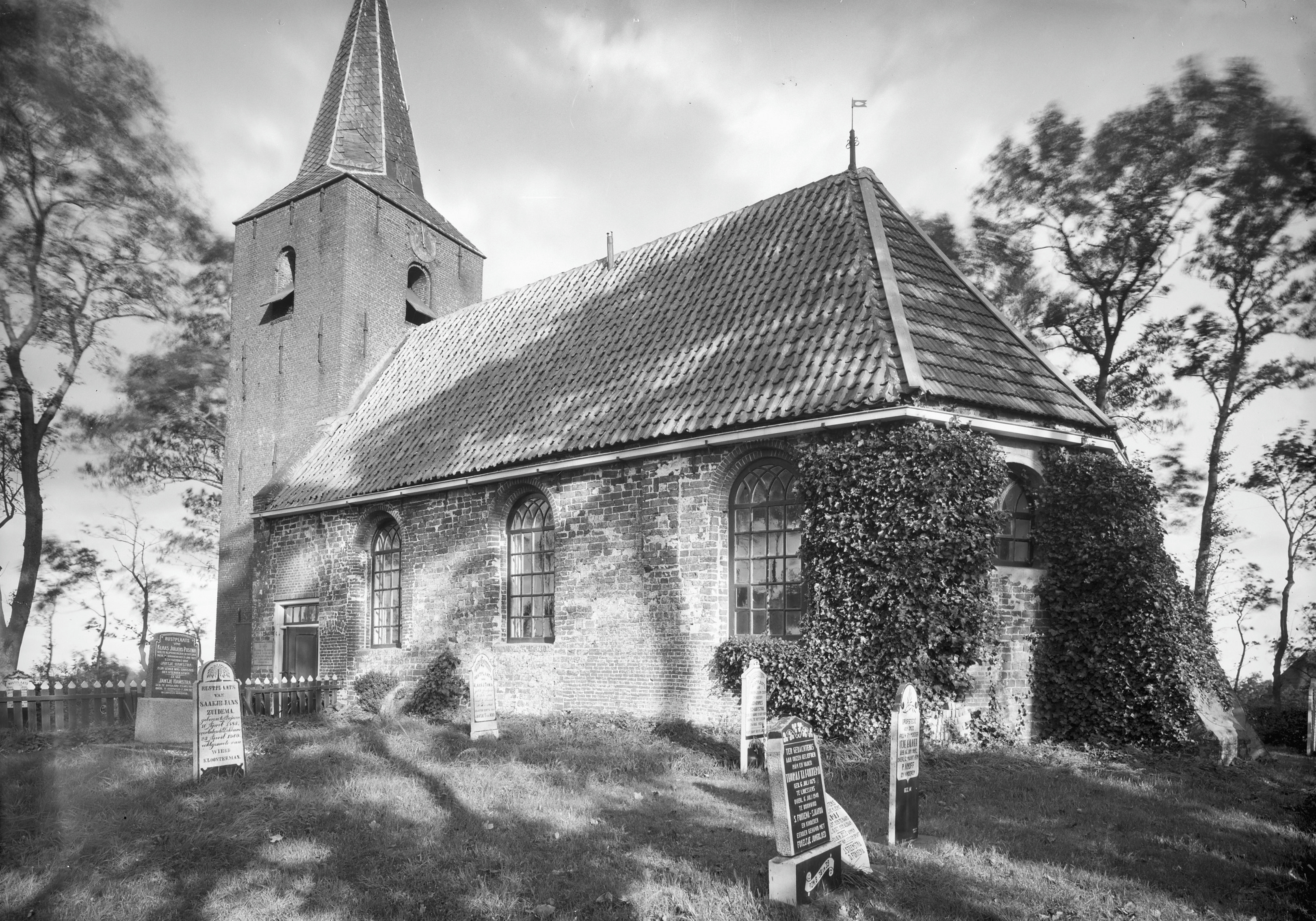
Noordoostzijde
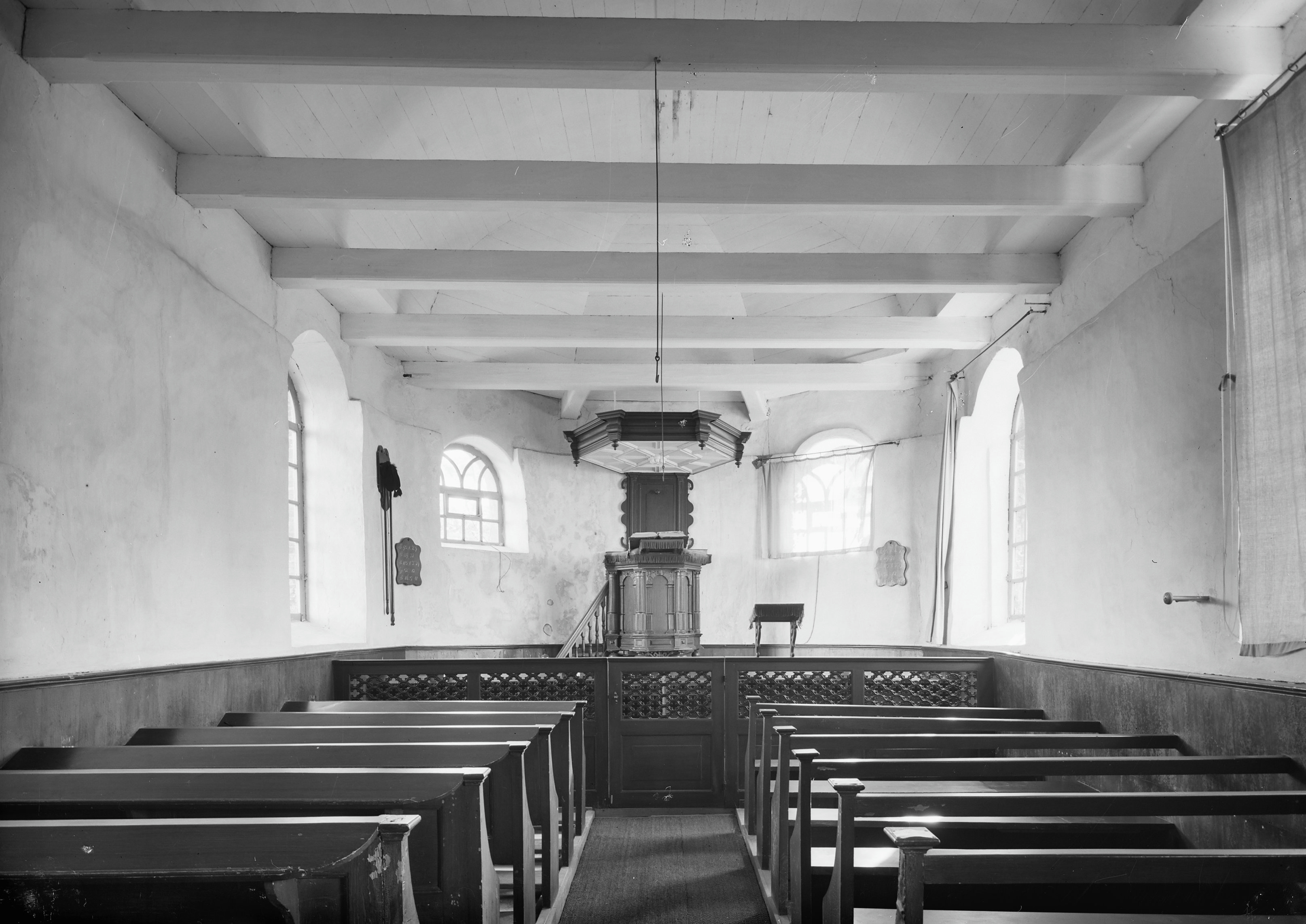
Interieur (1943)